# Zargenheber

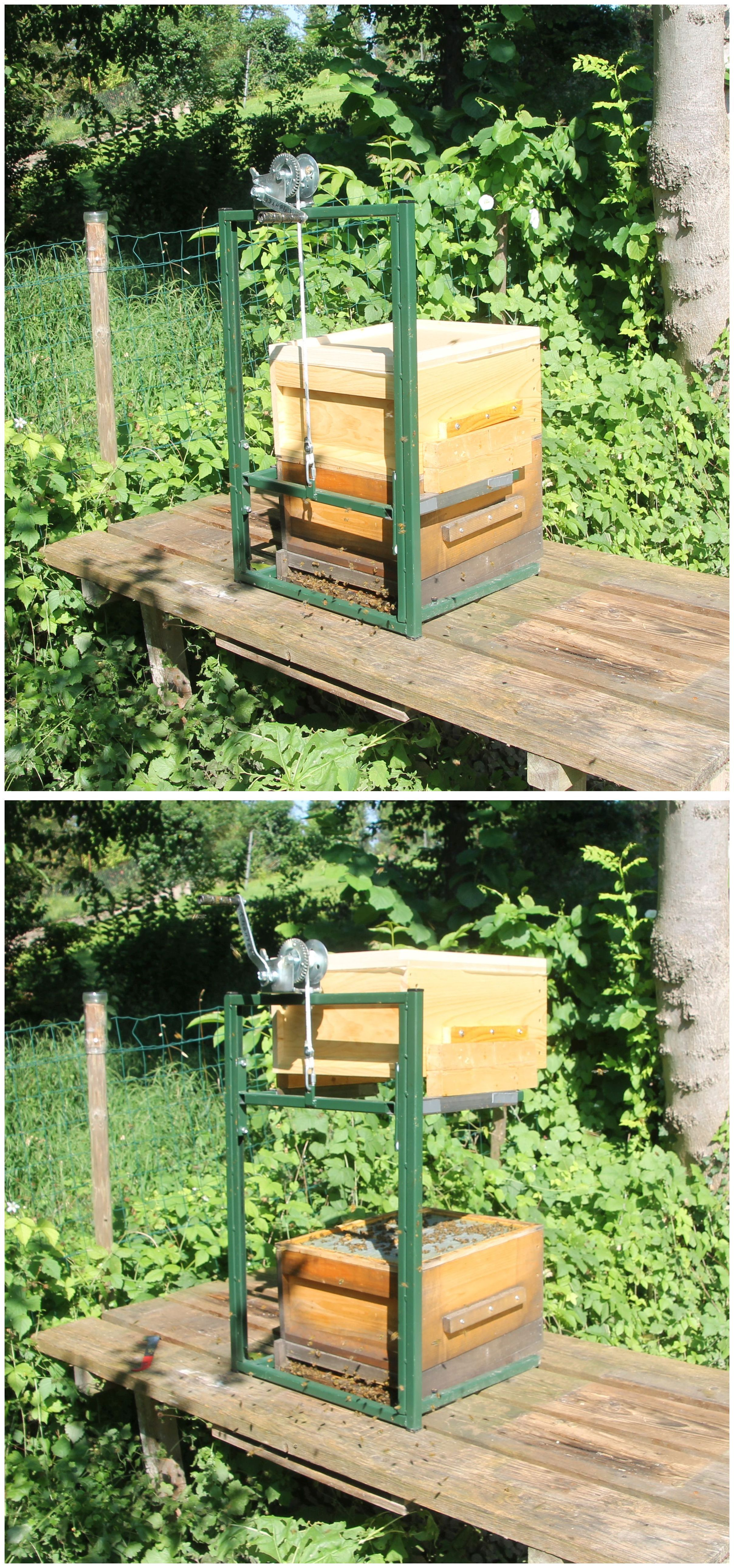
Mobiler, stationär eingesetzter Zargenheber (Gabelstapler-Prinzip)

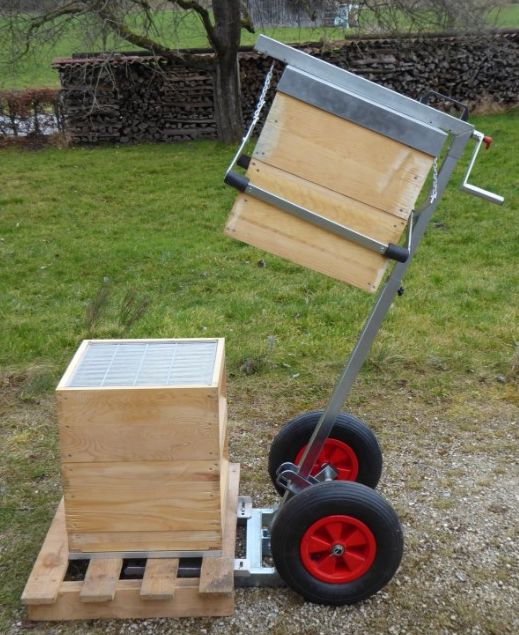
Beräderter, kippbarer Zargenheber zum Transport von Bienenstöcken (Scherengreifer-Prinzip)

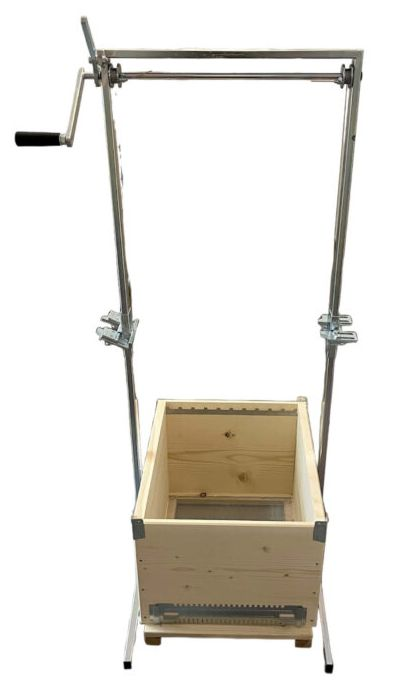
Zargenheber mit einstellbaren Seitengreifern

Ein Zargenheber (auch Zargenlift, Zargenlifter, Beutenheber, Beutenlift, Beutenlifter oder Bienenkastenheber) ist ein mechanisches Imkereigerät zum Anheben oder Transportieren von Zargen einer Magazinbeute oder eines ganzen Bienenstocks.

## Geschichte
1954 wurde in den Vereinigten Staaten ein beehive lifter (Hebegerät für Bienenstöcke) patentiert. Zargenheber, um die Imkerarbeit zu beschleunigen oder speziell für ältere Imker und Imkerinnen zu vereinfachen,  werden seit den 1960er Jahren in der deutschsprachigen Literatur beschrieben. Neben den derzeit kommerziell angebotenen handbetriebenen Geräten kann man auch von Imkern im Eigenbau hergestellte batteriebetriebene Zargenheber finden.

## Einsatzmöglichkeiten
Während des Bienenjahres werden zu bestimmten Zeiten Kontrollen und Eingriffe notwendig, die ein Öffnen des Bienenstockes und Anheben der Zargen, zumeist zur Trennung von Brut- und Honigraum, erforderlich machen. Das Gewicht des Honigraums kann bis zu 30 kg betragen. Eine weitere Anwendung für einen Zargenheber ergibt sich, wenn ein kompletter Bienenstock angehoben und z. B. auf eine (elektronische) Bienenstockwaage gestellt werden soll. Bei diesen Arbeiten erleichtern Zargenheber das Anheben und nach der Durchführung der Arbeiten das passgenaue erneute Aufsetzen der Zargen.

## Technik und Varianten
Es gibt verschiedene technische Lösungen für einen Zargenheber.
- Gemeinsam ist allen Typen, dass sie aus Metall (Aluminium oder Stahl) bestehen, mobil (transportabel) sind und vor oder hinter dem Bienenstock positioniert werden können.
- Weiterhin gemeinsam ist eine handbetriebene Kurbel, die das Anheben der Zarge(n) über ein Seil oder eine Kette ermöglicht. Diese Kurbel besitzt eine Zahnradsperre, um das Absinken der Zarge während des Hebevorgangs zu verhindern.
- Fixierung der Zarge:
  - Gabelstapler-Prinzip: Die Hebearme greifen rechts und links unter eine Befestigung an der Zarge (oder in eine Vertiefung in der Zarge) und heben sie hoch.
  - Scherengreifer-Prinzip: Ein Scherengreifer wird horizontal um die Zarge gelegt, zieht sich zusammen, wenn nach oben gezogen wird und hält die Zarge durch ihr eigenes Gewicht im Griff.
- Nach Angaben der Hersteller liegt die Hebekapazität der verschiedenen Zargenhebermodelle zwischen 80 und 140 kg.

Neben diesen manuell betriebenen kommerziellen Geräten findet man auch von Imkern selbst gebaute Zargenheber, die elektrisch mit Batterien betrieben werden.